# Carl Valentin
Carl Valentin, né le 11 mars 1992 à Odense (Danemark), est un homme politique danois, membre du Parti populaire socialiste.

## Biographie
Carl Valentin suit des études en sciences sociales avec une mineure en rhétorique à l'université de Copenhague, dont il est diplômé en 2019. De 2015 à 2017, il fait partie de la direction de la branche danoise d'Oxfam et, à partir de 2017, est un chroniqueur régulier du site d'information politique Altinget.dk.
Il est membre du Parti populaire socialiste, et occupe à partir de 2010 des responsabilités dans son mouvement de jeunesse, dont la présidence de 2013 à 2015.
Il est candidat élections législatives du 18 juin 2015 dans la dans la circonscription de Funen, mais ne parvient pas à remporter de siège, devenant seulement suppléant pour son parti. À ce titre, il siège quelques jours comme membre temporaire du Folketing à l'automne 2017, pendant un congé du député Karsten Hønge.
Il est élu député au Folketing lors des élections législatives de juin 2019, dans la circonscription de Copenhague.
Il est réélu pour un deuxième mandat lors des élections du 1er novembre 2022.